# 우에하라 아이

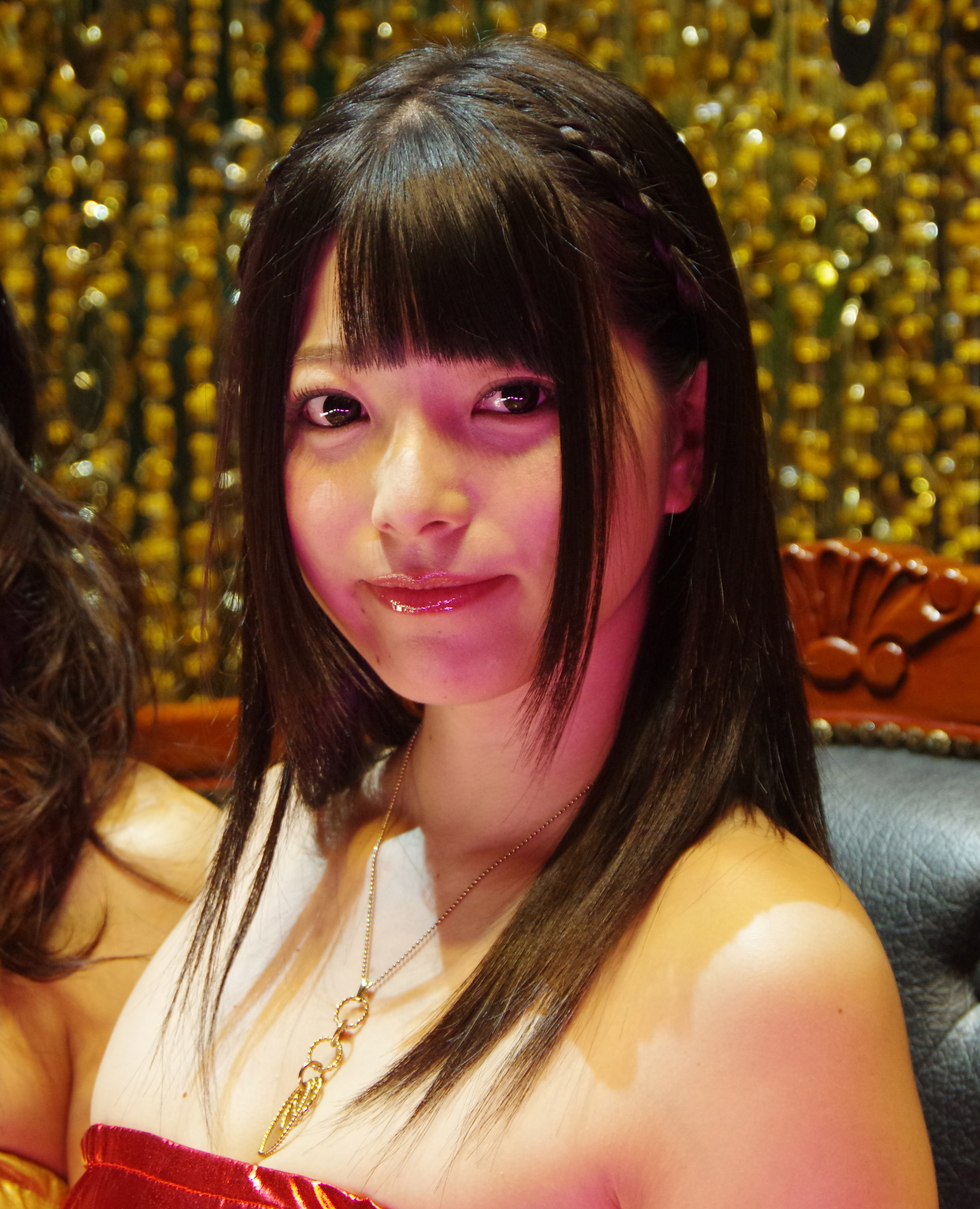
2014년 도쿄 게임쇼에서 우에하라 아이

우에하라 아이(일본어: 上原亜衣, 1992년 11월 12일~)는 일본의 AV 여배우이다. 현재 소속사는 마인즈(mine's)이다. 섹스 산업에서 널리 알려진, 대표적인 기획 단체 여배우로서 데뷔한 지 5년만에 단일 작품으로 300편에 가깝게 촬영했다. 일본의 대표적인 성인물 유통 업체인 DMM.R18의 검색에서 2015년 8월 기준으로 재편집 영상을 포함해 약 천 편의 AV에 관여되어 있다.

## 경력
우에하라 아이는 2011년에 스카우트에게 스카우팅되어 성인 비디오 산업에 데뷔했다. 우에하라 아이라는 예명은 당시 소속사 사장이 그녀가 우에하라 다카코와 가토 아이를 닮았다며 지어준 이름이다.
2013년 12월 1일, 성인 레이블인 아카아오키(赤･青･黄)의 투표 사이트에서 1위를 차지하며 AAK의 4기생으로 선정되었다.
2013년에 DMM.com에서 실시하는 연간 AV 여배우 랭킹에서 1위를 차지했으며, 2014년에 DMM성인상에서 개인 최고상인 최우수여배우상(플래티넘)을 수상했다.
2014년 7월, 세가의 게임 《용과 같이》는 섹시 여배우들을 100명 선정해 이들을 대상으로 인기 투표를 실시했다. 상위 30명은 게임 안에 등장할 수 있었는데, 우에하라 아이도 이 투표에 엔트리되었다. 개표 결과 3위에 선정되어 출연이 확정되었고, 9월 18일 도쿄 게임 쇼에서 공개된 《용과 같이 제로》 행사에 참여하였다.
2015년 10월 7일부터 TV 도쿄를 통해 방송중인 《마스캇토 나이트》에 출연하고있으며, 에비스★마스캇츠의 멤버로서 활동하고있다. 한편 2014년경부터 은퇴를 준비하고 있던 그녀는, 2015년 11월 17일의 AV OPEN 2015 행사에서 "(AV 업계에서)여러 가지 상을 받았기 때문에 목표로하는 것이 없어졌다. 팬들을 생각하며 지금까지 해왔지만, 이제는 자신의 인생을 가고 싶다."며 이듬해 초까지 활동하는 것으로 돌연 은퇴를 발표했다.

## 도서 정보

### 사진집
- 《소녀일기》(少女日記) 2013년 8월 20일, 후타바샤 ISBN 9784575305623
- 《순백》(純白) 2014년 4월 28일, 사이분칸슛판 ISBN 9784775605523
- 《비주얼 누드 포즈 BOOK act 우에하라 아이》(ビジュアルヌード・ポーズBOOK act上原亜衣) 2014년 11월 26일, 후타미쇼보 (촬영:하세가와 아키라) ISBN 9784576141664

## 출연 정보

### TV
- 〈비트 다케시의 친절한 사람이 5천만 엔 빌려주지 않을까 TV〉(ビートたけしの親切な人が5千万円貸してくれないかTV) 2013년 12월 27일, TBS
- 〈신의 혀〉(ゴッドタン) 2014년 2월 15일, TV 도쿄
- 〈아이노 에튀드 #39〉(あいのエチュード #39) 2014년 3월, 엔터!959 (출연 : 키시 아이노)
- 〈교타쿠와 나루세의 하늘과 땅 차이 #41 ~ 44〉2015년 6월 14·21·28일, 7월 5일, 파치 스로 사이트 세븐TV

### 영화
- 《신의 혀 : 키스참기 선수권 THE MOVIE2 사이킥 러브》(ゴッドタン キス我慢選手権 THE MOVIE2 サイキックラブ) 2014년 10월 17일, 아이 役

### 게임
- 《용과 같이0 맹세의 장소》 2015년 3월 12일, 세가

## 같이 보기
| 아래는 기획 단체 여배우이면서, 천 편 이상의 작품에 관여된 여배우이다. - 무라카미 료코 - 사와무라 레이코 - 쇼다 치사토 - 오츠키 히비키 - 카와가미 유 - 카자마 유미 - 하즈키 노조미 - 하타노 유이 - 호조 마키 - 히로세 나나미 | - 성인 비디오 / 여배우 - 스카파! 성인방송대상 - AV OPEN - DMM성인상 |  |

### 주해
1. ↑  파치슬로 프로그램인 〈교타쿠와 나루세의 하늘과 땅 차이〉(魚拓と成瀬のツキとスッポンぽん)에 출연했을 때, 시청자의 메일을 읽고 답변해주는 과정에서 언급했다.
2. ↑  AAK는 아카아오키가 2012년 2월에 변경한 사명(社名)으로, 현재는 존재하지 않으며 투표도 맥이 끊겼다.

### 참조
1. ↑  우에하라 아이 (2011년 12월 29일). “ことしラスト＼(^-^)／” (일본어). 2012년 12월 7일에 원본 문서에서 보존된 문서. 2015년 8월 17일에 확인함.
2. ↑  “2013年年間AV女優ランキング ベスト100” (일본어). DMM. 2015년 8월 17일에 확인함.[깨진 링크(과거 내용 찾기)]
3. ↑  “ＤＭＭアダルトアワード : 最優秀女優賞に上原亜衣” (일본어). 도쿄 스포츠. 2014년 4월 24일. 2015년 7월 25일에 원본 문서에서 보존된 문서. 2015년 8월 17일에 확인함. |출판사=에 외부 링크가 있음 (도움말)
4. ↑  송예원 기자 (2014년 9월 10일). “SOD와 손잡은 ‘용과같이’, 캬바쿠라걸에 이어 이번엔 AV 배우 30명!”. 《THIS IS GAME》. 2015년 8월 17일에 확인함. |뉴스=에 외부 링크가 있음 (도움말)
5. ↑  “[TGS 2014] 신작 발표에 등장한 섹시 여배우! 용과같이 제로 발표회”. 《THIS IS GAME》. 2014년 9월 18일. 2015년 8월 17일에 확인함. |뉴스=에 외부 링크가 있음 (도움말)
6. ↑  “全メンバー紹介” (일본어). 에비스 마스캇츠. 2015년 10월 1일에 원본 문서에서 보존된 문서. 2015년 10월 17일에 확인함.
7. ↑  우에하라 아이 (2015년 11월 17일). “ご報告。” (일본어). Livedoor(Blog). 2015년 11월 18일에 원본 문서에서 보존된 문서. 2015년 11월 24일에 확인함.
8. ↑  “人気セクシー女優・上原亜衣が電撃引退発表「目標なくなった」” (일본어). 도쿄 스포츠. 2015년 11월 17일. 2015년 11월 18일에 원본 문서에서 보존된 문서. 2015년 11월 24일에 확인함.